# محمد بن عبدالرحمان بن معاویه بن حدیج
محمد بن عبدالرحمان بن معاویه بن حدیج (عربی: محمد بن عبد الرحمن بن معاوية بن حديج التجيبي؛ – ۱۸ سپتامبر ۷۷۲) فرمانروای مصر در دوران خلافت عباسی بود.